# 이백지 묘
이백지 묘(李伯持 墓)는 대한민국 경기도 용인시 처인구 포곡읍 가실리에 있다. 2006년 7월 31일 용인시의 향토문화재 제57호로 지정되었다.